# 港闸区
港闸区是中国江苏省南通市曾管辖的一个市辖区。1991年，由南通市郊区更名设立，包含南通县划出的四个乡镇。2020年并入崇川区。

## 地理
港闸区位于长江入海口北岸，南通市区中部，南边与长江相邻，与上海市、苏州市隔江相邻，北边与苏北平原相邻。总面积134.23平方公里，拥有长江岸线10公里，常住人口27.8万人，其中户籍人口19.04万人。
2019年，港闸区城镇居民人均可支配收入达5.3万元，同比增长8.3%。

## 历史
1991年1月，将南通县管辖的陈桥乡、幸福乡、秦灶乡、新开镇和小海镇的6个村，城区管辖的唐闸镇、天生港镇划归郊区管理，将郊区所辖的任港乡、钟秀乡、八厂乡、狼山乡划归城区管辖，郊区更名为港闸区。
1993年，设立港闸经济开发区。1996年，秦灶乡改为秦灶镇。2001年，芦泾乡并入闸西乡。2005年，撤销天生港镇和闸西乡，设立天生港镇街道办事处；撤销唐闸镇和闸东乡，设立唐闸镇街道办事处；撤销秦灶镇设立秦灶街道办事处。2009年，撤销幸福乡、陈桥乡，设立幸福街道办事处和陈桥街道办事处。2012年5月31日，经中国共产党南通市委员会、南通市政府批准，成立南通市市北新城党工委、管委会。
2020年7月17日，江苏省人民政府宣布，撤销南通市崇川区、港闸区，设立新的南通市崇川区，以原崇川区、港闸区的行政区域为新的崇川区行政区域。

## 行政区划
港闸区下辖6个街道办事处，共60个村、社区：城东街道、和平桥街道、任港街道、新城桥街道、虹桥街道、学田街道、钟秀街道、文峰街道、观音山街道、狼山镇街道、江海街道、中兴街道、新开街道、竹行街道、小海街道、江苏省国营南通农场、南通市富民港良种场、南通市富民港种畜场、永兴街道、唐闸镇街道、天生港镇街道、秦灶街道、陈桥街道、幸福街道和港闸开发区，其中港闸经济开发区与永兴街道、天生港镇街道合署办公。
| 行政单位     | 村、社区 |
| ------------ | --- |
| 永兴街道     | 曙光社区、越江社区、永兴村、节制闸村、曙光村、东港村、芦泾村、窑墩坝村社区、永兴花苑社区、永兴佳苑社区、高迪晶城社区、永和社区           |
| 唐闸镇街道   | 新华社区、西洋桥社区、公园社区、横河社区、花墙社区、长岸社区、尖沟头社区、高店社区、怡园社区、闸东社区、新园社区                         |
| 天生港镇街道 | 通燧社区、泽生社区、新华佳园社区、隆兴佳园社区、龙湖佳苑社区、五星村、福利村、国庆村、八一村、新闸村、龙潭村、爱国村、白龙庙村           |
| 秦灶街道     | 桥北社区、桥东村社区、八里庙村社区、民安花苑社区、苏阳社区、秦灶社区、西安桥村、袁桥村、费桥村、秦北村                                   |
| 陈桥街道     | 五里树社区、丽康社区、丽都社区、天和社区、仁和社区、河口社区、五里树村、陈桥村、陈桥北村、树北村、育爱村村、集成村、长路村、葆华村       |
| 幸福街道     | 幸福社区、蒋坝村社区、文俊村社区、秦西社区、幸福家苑社区、祖望社区、转水社区、花桥社区、施店社区、管园村、施店村、祖望村、花桥村、转水村 |